# Liliomfi (vígjáték)
A Liliomfi a magyar irodalom kiemelkedő műve, Szigligeti Ede 1849-ben született legismertebb vígjátéka. A nagyváradi születésű szerző elmondások szerint mindössze két délután alatt írta meg a háromfelvonásos komédiát. Az önéletrajzi ihletésű darab ősbemutatója 1849. december 21-én volt.

## Történet
|  | Alább a cselekmény részletei következnek! |

A megözvegyült Szilvai professzornak az a terve, hogy a gyámsága alá tartozó unokaöccséhez feleségül adja titokban nevelt gyámleányát, Mariskát. A fiú közben a professzor tudta nélkül Liliomfi néven vándorszínésznek  áll, és meghódítja Mariska szívét. A professzor ellenzi a házasságot, éppen attól a férfitől félti a lányt, akihez egyébként feleségül szeretné adni. Liliomfi pedig azt hiszi, hogy a nagybátyja hitvesének akarja Mariskát. A hű barát és színésztárs, Szellemfi segít Szilvai megtévesztésében, Liliomfinak adva ki magát. Egy másik - társadalmi különbségek miatti - reménytelennek látszó szerelem (Gyuri, a pincér és Erzsi, a gazdag Kányai fogadós uram lánya) története összefonódik Liliomfi és Mariska sorsával.

### Első felvonás
A nemrégiben megözvegyült Szilvai Tódor professzor felkeresi Kolozsvárott gyámleánya nevelőnőjét. Közli Camilla kisasszonnyal, hogy Mariskát, a fogadott lányát - akit már nyolc éve nem látott - magával viszi Nagyváradra, hogy férjhez adja az unokaöccséhez, Szilvai Gyulához. A férfi elmeséli Emerenciával eltöltött (15 évig tartó) házasságának történetét. A nőt elszerette barátjától, akinek az első felesége meghalt, s újra akart házasodni, hogy mostohaanyát szerezzen kicsiny leánygyermekének. Emerencia azonban Szilvai Tódort választotta.

„Szilvai: Barátom sírt, midőn lemondott, s én örültem; de nemsokára én sírtam, s ő majd kibújt örömében a bőréből. Az esküvő előtt angyali, isteni Emerencia, esküvő után valódi furibunda fúria lett.”

A professzor a barátja halálos ágyán megígérte, hogy annak leányára, Mariskára gondot visel. Azonban a felesége nem engedte meg, hogy árvát hozzon a házukba, ezért Szilvai felkérte Camilla kisasszonyt, hogy nevelje fel gyámleányát.
Eközben a szomszéd szobában Szellemfi két levelet olvas fel Liliomfinak. Az egyikben Gyuri, egri pincér értesíti a színészpárt arról, hogy a 17 forint 19 krajcáros adósságukért maga utazik el Kolozsvárra, hogy behajtsa rajtuk. A másikat, amelyiket Szilvai Tódor írt a 23 éves unokaöccsének, Szilvai Gyulának, Pestről küldték utánuk. Ebben a jó nagybácsi értesíti a rokonát, hogy kifizeti a fiú adósságait, de meg kell komolyodnia, haza kell térnie, és házasságra kell lépnie az öregúr kiszemeltjével. Liliomfi már előre fél, arra gondol, hogy egy vénkisasszonyt kell elvennie feleségül.
Mivel Mariska elutazik Váradra, Camilla elvállalja helyette Bragadini Katalin szerepét egy színházi előadáson. A nevelőnő is szerelmes Liliomfiba, azt tervezi, hogy hozzá megy feleségül. De Liliomfi Mariskát szereti, s a szerelmesek hamarosan megvallják egymás előtt az érzéseiket. Szilvai Tódor nem örül, hogy egy színész udvarol a nevelt lányának, felelősségre vonja Camillát. Ezután felkeresi Liliomfit, aki messziről meglátván megijed a nagybácsijától, s Szellemfit kéri fel, hogy adja ki magát Liliomfinak.
Szellemfi láttán csodálkozik a professzor, hogyan szerethetett bele egy ilyen köpcös termetbe, borvirágos orrba, rút ábrázatba Mariska.  Ötven pengővel megvesztegeti a Liliomfi képébe bújt Szellemfit, hogy hagyjon békét a továbbiakban Mariskának a színész.

„Szellemfi: Tudja mit? Fizessen útiköltségül ötven pengőt, aztán adja ki filozófiai rendszerét előfizetés mellett, s én ígérem, hogy el nem olvasom.
Szilvai: De lemond Mariskáról?
Szellemfi: Örökre.
Szilvai: Írásban?
Szellemfi: Akár nyomtatásban.
Szilvai: Üljön le s írjon!
Szellemfi: Írok, de kérem az útiköltséget.”

Szellemfi erre ígéretet tesz, de további összeget is kicsal a tanártól. Újabb 10 pengőért kötelezvényt is aláír arról, hogy már nős ember, és egy tízesért személyesen is beszél a lánnyal. Mariska veszi a lapot, rájön, hogy mire megy itt a játék, titokban összekacsint Liliomfival, s egy titokzatos, cuppanós csókkal zárul a felvonás.

### Második felvonás
Telegden Kányai Zsigmond fogadójában többen is udvarolni próbálnak Erzsikének, a fogadós leányának, de a férfiak hoppon maradnak. Erzsike ugyanis - titokban - Gyurit, a nemrég óta itt dolgozó pincért szereti. Erzsikét férjhez akarja adni az apja, aki haragra gerjed, amikor megtudja az árulkodó szomszédasszonytól, hogy korábban Gyuri és Erzsi a kertben csókolóztak. Kányai kérdőre vonja a két szerelmest, s közli velük, hogy Erzsikének a gazdag pesti fogadós fiát szánta férjéül. Schwartzék fogadójában 200 vendégszoba van, s az ifjú Adolf a bécsi Domayernél tanulta a vendéglátós szakmát. Erzsi Gyurit szereti, a fiú meg akarja szöktetni, de a lány nem áll kötélnek.
Liliomfi és Szellemfi legatyásodva érkeznek meg Kányai fogadójába, Gyula a minap elkártyázta az 50 pengőjüket. Viszont nagyon éhesek, úgyhogy 5 adag rostélyost rendelnek. Liliomfi grófnak adja ki magát, és udvarolni kezd Erzsikének, de Gyurit meglátva megijed, mert neki tartozik 17 Ft 19 krajcárral. A pincér is felismeri az adósát, s számon kéri a „grófon” a tartozást. Liliomfi egy idő után bevallja, hogy valójában ki is ő, s elmondja, hogy nem sikerült utolérnie a szerelmét, a pénzét is elvesztette, ezért jelenleg Miskolcra készül, hogy az ottani vendégszereplésből helyre jöjjön anyagilag. Előtte azonban Gyuri segítségére siet, s az ifjú Schwartznak adja ki magát. Nagyképűen, sértően bánik Erzsikével - többek között - libának nevezi, a fogadósba is - persze nem véletlenül - beleköt a pernahajder. Kányai uram személyesen még nem találkozott az ifjabbik Schwartzcal, először megértően, békülékenyen beszél az illetővel, de aztán  - a töméntelen szemtelenséget már nem lenyelve - indulatosan, felháborodva. A Liliomfi által megformált „Fekete” uraság imád kártyázni és mulatozni, Bécsben és Pesten szeretőket tart, egyértelművé teszi, hogy csak a lány hozományára hajt.
Közben megérkezik az igazi Schwartz Adolf is, aki udvarias, kellemes figura, de Kányai uramnak egy napra elég egy vőlegényjelölt is: kidobatja a szerencsétlen flótást. A korábbi gróf, a jelenlegi kellner ( = Liliomfi), Szellemfi és Gyuri összefogva határozottan állítják a félszeg, a magyar nyelvet törve beszélő fiatalemberről, hogy Adolf nem más, mint a híres, nőcsábász vándorszínész: Liliomfi.
Az utolsó (12.) jelenetben új vendégek érkeznek a fogadóba. Szilvai professzor és nevelt lánya tartanak Nagyváradra, egy picit megpihennek itt, hívatják is a pincért, hogy vendégszobát kérjenek. Liliomfi átveszi Gyuri szerepét, s villámgyorsan pincérnek adja ki magát, ő siet - álruhában, elmaszkírozva - a jövevények elé.

### Harmadik felvonás
Liliomfi Georgesnek nevezve magát - parókában, selypítve - felszolgálja az ételeket az új vendégeknek. Közben Szilvait bosszantva szószátyárkodik, célozgat arra, hogy a kedvesét - akit nem véletlenül szintén Mariskának nevez - mennyire szereti. Az általa elnevezett Lilomfi-mártással elveti a sulykot, de megússza a lelepleződést. Szilvai délutáni - szokásos - alvására készül, Erzsit hívatja, hogy a fogadóslány vigyázzon addig Mariskára. A két lány beszélgetni kezd, kiderül, hogy a fogadóban csak egy pincér van: Gyuri, aki bár nemesi származású, Erzsi kedvéért állt be ide dolgozni. Mariska félreérti a helyzetet, féltékeny lesz, hűtlen csapodárnak véli Liliomfit.
Liliomfi később hiába magyarázkodik, a haragvó menyecskét nem sikerül megbékítenie, sőt az ébredező Szilvai is ráismer a hangjára. A professzor cselt vetve bezárja egy mellékszobába a teátristává lett Szilvai Gyulát. A fogadóssal is közli a nagybácsi, hogy Kányai uram pincére egy régi nemesei család ivadéka. Zsigmond gazda is gyanakodott Gyurira, hogy valami nincs rendben a fickóval.

„Kányai: S én oly szamár voltam, hogy mindjárt rá nem ismertem. Soha még csak egy krajcárig sem csalt meg, sem engem, sem vendégeimet. Hiszen az arcából is kilátszott, hogy úrnak született. Aztán sohasem akart a bor közé vizet vegyíteni; oh én gyanítottam, hogy ő nem természetes pincér!”

– 

A fogadós érdeklődik a professzortól az úrfi jövedelme felől, s igen elégedett a hallott összeggel (4-5000 pengő), így már szívesen adná hozzá a lányát. Meg is keresi a mellékszobában éppen - a fején szőke parókával - takarító pincért, aki közben Liliomfit egy másik kulccsal kiengedte ideiglenes "börtönéből". Kányai uram - miután meggyőződött Kiss György keresztleveléből a fiú nemesi származása felől - maga küldi a fiatalokat a lelkészhez, hogy házasodjanak össze, ő az áldását adja rájuk.
Az öreg Schwartz is megérkezik Telegdre, s szóvá teszi Kányaiék durva, sértő bánásmódját a fiával, Adolffal szemben. A zokszóáradatra a fogadós is szemrehányásokkal felel, kifogásolja a pesti fiú viselkedését. Liliomfi  ifjabb Schwartzként - csak növeli a két öreg közti nézeteltérést, az igazi Adolfot újra ki akarják dobni, hiszen őt vélik Liliomfinak. A pernahajder Gyula még azt is elhiteti Kányaival, hogy egy egész kompánia vándorszínész jött ide, hogy a pincért Erzsikéhez segítsék, sőt Liliomfi Szilvai professzort nevezi meg fő-fő teátristának.
Erzsike és Gyuri összeházasodtak, Mariska megkönnyebbül, amikor karba font kézzel meglátja az ifjú házasokat andalogni: Liliomfi mégis csak őt szereti. Szilvai Tódor a mű végén megtudja, hogy Liliomfi nem más, mint az ő unokaöccse: Szilvai Gyula. A professzor - hiszen eredetileg is ezt szerette volna - áldását adja Mariska és szerelme frigyére. Az utolsó jelenet legvégén még Kányai uram is megbékél a helyzettel.
|  | Itt a vége a cselekmény részletezésének! |

A Liliomfi a 19. századi drámairodalmunk egyik legtöbbet játszott, színpadról, filmről egyaránt népszerű alkotása. A könnyed hangvételű játék középpontjában szerelmi bonyodalmak állnak, a fiatalok boldogságát azonban legfeljebb késleltetni tudják az események, megakadályozni nem.
A kalandok, tréfák és bukfencek mögött – a magyar vándorkomédiások életének egy nyomorúságos és káprázatos fejezete; az a kor, melyet meghatottan úgy emlegetünk: a magyar színészet hőskora.

## Szereplők
- Szilvai Gyula, alias Liliomfi, Szilvai Tódor unokaöccse, színész
- Szilvai Tódor, oktató
- Bárkai Mariska, árva leány, Szilvai gyámleánya
- Camilla kisasszony, Mariska nevelőnője
- Szellemfi, Liliomfi barátja, színész
- Kányai, fogadós
- Erzsi, fogadós leánya
- Gyuri, pincér
- Schwartz, pesti fogadós
- Schwartz Adolf, a pesti fogadós fia
- Kányai szomszédasszonya, fiával
- Uracs
- Szolgáló Kányainál
- Nép, táncosok
- Két perzekútor

## Helyszínek
- Kolozsvár
- Telegd, Kányai uram fogadója

## Filmváltozatok
- Liliomfi (1915) Janovics Jenő filmje[6]
- Liliomfi (1954) Makk Károly filmje[7]
- Liliomfi (1974) színházi felvétel
- Liliomfi (1983) színházi felvétel
- Liliomfi (2016) színházi felvétel
- Liliomfi (2017) színházi felvétel